# Kartuizerklooster van Geertruidenberg
Het Kartuizerklooster van Geertruidenberg of Hollandse Huis (Domus Hollandiae) was een kartuizerklooster te Geertruidenberg dat van 1336-1573 heeft bestaan.

## Oprichting
Het klooster werd gesticht in 1336 en was het eerste kartuizerklooster in het graafschap Holland waar Geertruidenberg toen toe behoorde. Om deze reden werd het klooster dan ook het Hollandse Huis genoemd.
De stichter was Willem van Duivenvoorde, een invloedrijk persoon die vele bezittingen had en een vertrouweling was van de graaf. Hij was heer van Breda, heer van Oosterhout en burggraaf van Geertruidenberg.
De kartuizers leefden min of meer als kluizenaars op een afgesloten domein en moesten hun bezittingen dus indirect beheren. Het aantal monniken bedroeg steeds ongeveer een twintigtal.

## Beroemde monniken
Een van de taken van de monniken was het schrijven of overschrijven van boeken, hetgeen geschiedde in het scriptorium. Bekende auteurs waren:
- Adrianus Cartusiensis (of: Hollandinus)), welke het werk De remediis utriusque fortunae heeft geschreven.
- Hendrik van Coesfeld, welke onder meer het werk: De tribus votis monasticis (over de kloostergeloften) schreef. Voorts Epistola de instructione iuvenum et novitiorum, een instructie voor novicen. Voorts Contra proprietates religiosorum, waarin hij het persoonlijk bezit door monniken hekelde. Hiernaast schreef hij tal van andere religieuze werken. Hij stond onder invloed van de Moderne Devotie.
- Gerrit van Schiedam, die van 1415-1420 prior was. Hij schreef religieuze werken en publiceerde ook preken.
- Willem Bibau, prior tussen 1509 en 1521 publiceerde preken en puntdichten.
- Jan van Haarlem, vicaris van 1527-1531 schreef een Passio dominica.
- Cornelis Jansonius van Schoonhoven kwam uit de kartuize te Geertruidenberg en publiceerde twee preken, namelijk in 1593 en 1594, toen de monniken al verdreven waren en hij rector van de kartuizerinnen te Brugge was.

## Ondergang
In de 16e eeuw verslapte de kloostertucht en verzwakte het klooster door interne spanningen. In 1566 vond ook in Holland op een aantal plaatsen de beeldenstorm plaats. Hoewel deze niet in het Hollandse Huis doordrong werd het in de jaren daarna in toenemende mate onveilig door rondtrekkende groepen Geuzen.
Op 31 augustus 1573 werd Geertruidenberg ingenomen door de troepen van Willem van Oranje. De monniken vluchtten na gewaarschuwd te zijn door de Spaanse commandant, waarop het klooster werd geplunderd en in brand gestoken. Ende die Cathuysers sijn met groter haest wech gelopen ende hebbender al gelaten. Hetwelck die Goesen al hebben genomen, groot goet van allen dingen ende bovenal veel schoender vetten ossen en hebben tcloester seer iammerlijcke vernielt.
De in het klooster voorhanden zijnde materialen werden in de stad gebruikt. Van de stenen van het klooster heeft men het Groot Prinsenhof gebouwd, een verblijf voor de Prins van Oranje. Dit werd gesticht op de grond van het zusterklooster Catharinadal, dat eveneens onteigend was.
Op de plaats van het Kartuizerklooster werd een fort opgericht. Van het klooster is zelfs geen ruïne meer overgebleven.
De monniken trokken weg en ondervonden gastvrijheid in Breda, dat echter in 1577 eveneens in handen van Willem van Oranje viel. Hier heerste echter aanvankelijk, ten gevolge van de Pacificatie van Gent, godsdienstvrijheid. Geleidelijk aan ontstonden onder de bevolking anti-katholieke gevoelens terwijl ook onder de monniken verdeeldheid groeide. Dit culmineerde toen Breda in 1583 weer in Spaanse handen viel.
In 1589 echter werd Geertruidenberg weer op de Republiek veroverd door Parma. De monniken trokken ook weer terug en hun oog viel op het Groot Prinsenhof. Uiteindelijk kwamen ze in een paar in beslag genomen huizen terecht. Op 24 juni 1593 werd Geertruidenberg alsnog door de troepen van Prins Maurits. De kartuizers kregen een vrije aftocht. De terugweg naar Breda was echter afgesloten daar deze stad in 1590 eveneens in Staatse handen was gekomen. Vermoedelijk zijn de monniken naar Antwerpen getrokken en ze raakten vervolgens verspreid al zijn enkelen in het kartuizerklooster te Lier beland. In 1595 werd de laatste prior van het Hollandse Huis, Klaas Huard, van zijn functie ontheven en nam de prior van Lier de verantwoordelijkheid hiervoor over.